# Federico Manea
Federico Manea (Rovereto, 24 agosto 1988) è un lottatore italiano, specializzata nella lotta greco-romana.

## Biografia
Rappresentò l'Italia a varie edizioni dei campionati mondiali ed campionati europei senza riuscire a vincere medaglie.
Ebbe successo ai Giochi del Mediterraneo di Mersin 2013, dove vinse il bronzo nel torneo dei -55 chilogrammi.

## Palmarès
- Giochi del Mediterraneo

Mersin 2013: oro nei -55 kg.